# Jiří Sýkora (Leichtathlet, 1995)
Jiří Sýkora (* 20. Januar 1995 in Třebíč) ist ein tschechischer Leichtathlet, der im Zehnkampf an den Start geht.

## Sportliche Laufbahn
Jiří Sýkora sammelte 2011 erste internationale Wettkampferfahrung im Mehrkampf. Ende Mai wurde er zunächst Tschechischer U18-Meister im Zehnkampf. Anfang Juli war er für die U18-Weltmeisterschaften in Lille qualifiziert, bei denen er im Achtkampf an den Start ging. Mit 5823 Punkten belegte er nach den beiden Wettkampftagen den siebten Platz. Zu Beginn seiner Leichtathletikkarriere ging er zudem auch im Weitsprung an den Start. Auch 2012 konnte er bei den nationalen U18-Meisterschaften triumphieren, bevor er ab 2013 in die Altersklasse U20 aufstieg. In dem Jahr war er zudem im Weitsprung für die U20-Europameisterschaften in Rieti qualifiziert, brachte allerdings in der Qualifikation keinen gültigen Versuch zu Stande. Zuvor gewann er Anfang Februar den Siebenkampf bei den Tschechischen U20-Hallenmeisterschaften. Diesen Erfolg wiederholte er auch 2014. Ende Mai desselben Jahre siegte er auch bei den Tschechischen U20-Meisterschaften in der Freiluft und qualifizierte sich für die U20-Weltmeisterschaften in den USA. Ende Juli trat er in Oregon im Zehnkampf an und konnte nach den zwei Wettkampftagen mit 8135 Punkten die Goldmedaille gewinnen. Damit stellte er einen neuen U20-Weltrekord auf, der im Juli 2016 mit 8162 Punkten von Niklas Kaul übertroffen wurde. Seine Bestpunktzahl aus der Altersklasse U20, konnte er kurioserweise bei den Erwachsenen bislang nicht überbieten. Aufgrund seiner Vorleistungen war Sýkora 2014 zudem für die Europameisterschaften in Zürich qualifiziert, musste den Wettkampf allerdings nach der dritten Teildisziplin, dem Kugelstoßen, abbrechen.
2015 trat Sýkora im Juli bei den U23-Europameisterschaften in Tallinn an. Nachdem er es im Hochsprung versäumte eine gültige Höhe zu erzielen, brach er den Wettkampf ab. 2016 war er zum zweiten Mal für die Europameisterschaften qualifiziert. Wie bereits in Zürich, brach er auch in Amsterdam den Wettkampf nach dem Kugelstoßen ab, in dem er diesmal keine gültige Weite zustande brachte. Zuvor hatte er im Mai beim Mehrkampfmeeting in Götzis mit 8121 eine neue Bestpunktzahl im Erwachsenenbereich aufgestellt und war damit für die Olympischen Sommerspiele in Rio de Janeiro qualifiziert. Bei ihnen ging er im August an den Start, blieb mit 6237 Punkten allerdings fast 2000 Punkte hinter seiner Bestleistung aus dem Mai zurück und landete am Ende deutlich abgeschlagen auf dem 25. und damit letzten Platz derer, die den Wettkampf beendeten. 2017 wurde Sýkora Tschechischer Vizehallenmeister im Siebenkampf. Anfang März trat er in Belgrad zum ersten Mal bei den Halleneuropameisterschaften an und belegte am Ende den zehnten Platz. Ende Mai blieb er in Götzis exakt einen Punkt hinter seiner Bestleistung aus dem Vorjahr zurück. Mitte Juli nahm er in Bydgoszcz zum zweiten Mal an den U23-Europameisterschaften teil. Nach der Enttäuschung 2015, konnte er diesmal mit 8084 Punkten den Europameistertitel erringen.
2019 gewann Sýkora mit persönlicher Bestpunktzahl von 6006 den Tschechischen Meistertitel im Siebenkampf. Einen Monat später trat er in Glasgow zum zweiten Mal bei den Halleneuropameisterschaften an und verbesserte sich, im Vergleich zu 2017, auf den neunten Platz. 2021 stellte in auf Teneriffa mit 8122 Punkten eine neue persönliche Bestleistung im Zehnkampf der Erwachsenen auf. Über seine Platzierung auf der Weltrangliste qualifizierte er sich für die Olympischen Sommerspiele in Tokio. Seinen Zehnkampf dort beendete er Anfang August mit 7943 Punkten auf dem 17. Platz. 2022 nahm er in den USA an seinen ersten Weltmeisterschaften teil. Er blieb dabei nur knapp hinter seiner Bestpunktzahl aus dem Jahr 2021 zurück und landete am Ende auf dem 13. Platz. Kurz darauf trat er auch bei den Europameisterschaften in München an. Nachdem er in der dritten Disziplin, dem Kugelstoßen, drei Fehlversuche zustande brachte, brach er den Wettkampf ab.
Jiří Sýkora gewann bislang insgesamt drei nationale Meistertitel, einen im Weitsprung (2013), einen über 110 Meter Hürden (2019) und einen im Siebenkampf in der Halle (2019).

## Wichtige Wettbewerbe
| Jahr                   | Veranstaltung               | Ort                    | Platz                  | Disziplin              | Punktzahl              |
| Startet für Tschechien | Startet für Tschechien      | Startet für Tschechien | Startet für Tschechien | Startet für Tschechien | Startet für Tschechien |
| ---------------------- | --------------------------- | ---------------------- | ---------------------- | ---------------------- | ---------------------- |
| 2011                   | U18-Weltmeisterschaften     | Lille                  | 7.                     | Achtkampf              | 5823 Punkte            |
| 2013                   | U20-Europameisterschaften   | Rieti                  |                        | Weitsprung             | o.g.V.                 |
| 2014                   | U20-Weltmeisterschaften     | Eugene                 | 1.                     | Zehnkampf              | 8135 Punkte            |
| 2014                   | Europameisterschaften       | Zürich                 |                        | Zehnkampf              | DNF                    |
| 2015                   | U23-Europameisterschaften   | Tallinn                |                        | Zehnkampf              | DNF                    |
| 2016                   | Europameisterschaften       | Amsterdam              |                        | Zehnkampf              | DNF                    |
| 2016                   | Olympische Sommerspiele     | Rio de Janeiro         | 25.                    | Zehnkampf              | 6237 Punkte            |
| 2017                   | Halleneuropameisterschaften | Belgrad                | 10.                    | Siebenkampf            | 5902 Punkte            |
| 2017                   | U23-Europameisterschaften   | Bydgoszcz              | 1.                     | Zehnkampf              | 8084 Punkte            |
| 2019                   | Halleneuropameisterschaften | Glasgow                | 9.                     | Siebenkampf            | 5016 Punkte            |
| 2021                   | Olympische Sommerspiele     | Tokio                  | 17.                    | Zehnkampf              | 7943 Punkte            |
| 2022                   | Weltmeisterschaften         | Eugene                 | 13.                    | Zehnkampf              | 8107 Punkte            |
| 2022                   | Europameisterschaften       | München                |                        | Zehnkampf              | DNF                    |

## Persönliche Bestleistungen
Freiluft
- 100 Meter: 10,86 s, 28. Mai 2016, Götzis
- Weitsprung: 7,64 m, 16. Juni 2013, Tábor
- Kugelstoßen: 15,22 m, 10. September 2017, Pilsen
- Hochsprung: 2,03 m, 10. Mai 2014, Olmütz
- 400 m: 48,58 s, 4. Juni 2022, Prag
- 110 m Hürden: 14,12 s, 18. Mai 2019, Pilsen
- Diskuswurf: 54,39 m, 24. Juli 2022, Eugene
- Stabhochsprung: 4,85 m, 2. Juni 2021, Pilsen
- Speerwurf: 66,91 m, 13. Juni 2021, Arona
- 1500 m: 4:36,47 min, 29. Mai 2016, Götzis
- Zehnkampf: 8122 Punkte, 13. Juni 2021, Arona

Halle
- 60 m: 6,99 s, 11. Februar 2017, Prag
- Weitsprung: 7,66 m, 13. Februar 2016, Prag
- Kugelstoßen: 15,15 m, 16. Januar 2022, Prag
- Hochsprung: 2,05 m, 1. Februar 2014, Hustopeče
- 60 m Hürden: 7,95 s, 10. Februar 2019, Prag
- Stabhochsprung: 4,90 m, 5. März 2017, Belgrad
- 1000 m: 2:47,48 min, 10. Februar 2019, Prag
- Siebenkampf: 6006 Punkte, 10. Februar 2019, Prag